# 돌체라테

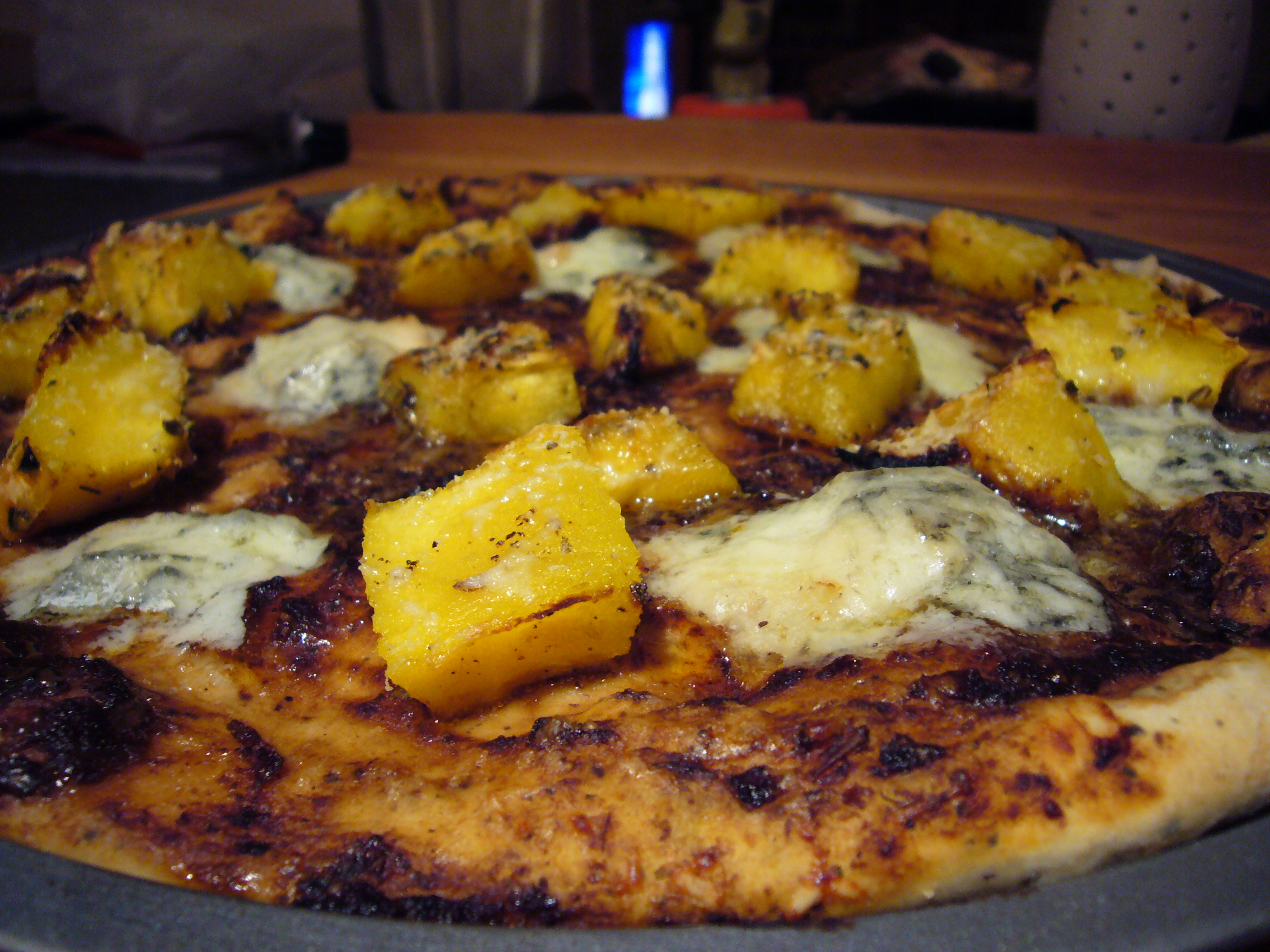
피자 위에 토핑된 돌체라테

돌체라테(Dolcelatte, UK: /ˌdɒltʃɪˈlɑːteɪ, -ti, -ˈlæti/, 이탈리아어: [ˌdoltʃeˈlatte])는 소프트 치즈에 속하는 이탈리아의 블루 치즈이다. 문자 그대로는 "달콤한 우유"를 의미한다. 이 치즈는 우유로 만들며 달콤한 맛이 난다.
돌체라테는 갈바니사에 의해 만들어졌으며 이 이름은 등록상표이다. 돌체라테는 더 약한 향기를 내고 유명한 전통 이탈리아 블루 치즈인 고르곤졸라의 대안이 되는 맛을 내기 위해 영국 시장을 대상으로 개발되었다.
돌체라테의 생산방식은 고르곤졸라 생산에 사용되는 방식들과 유사하다. 응유로 만든다는 점이 차이점이다. 이 치즈의 생산과 숙성에는 2~3개월 정도 소요된다. 돌체라테의 지방 함량은 고르곤졸라보다 약 50% 더 높다.